# Dominique Colonna
Dominique Colonna (ur. 4 września 1928 w Corte, zm. 12 września 2023 tamże) – francuski piłkarz grający na pozycji bramkarza. W swojej karierze rozegrał 13 meczów w reprezentacji Francji.

## Kariera klubowa
Karierę piłkarską Colonna rozpoczął w klubie USC Corte. Następnie został zawodnikiem SO Montpellier i w sezonie 1948/1949 zadebiutował w nim w pierwszej lidze francuskiej. Latem 1949 roku zmienił klub i przeszedł do paryskiego Stade Français. W sezonie 1950/1951 spadł z nim do drugiej ligi, ale już w sezonie 1952/1953 ponownie grał w ekstraklasie. Zawodnikiem Stade Français był do 1955 roku.
Latem 1955 Colonna przeszedł do OGC Nice. W sezonie 1955/1956 wywalczył z klubem z Nicei swój pierwszy w karierze tytuł mistrza Francji.
W 1957 roku Colonna został zawodnikiem Stade de Reims. W latach 1958, 1960 i 1962 trzykrotnie został z nim mistrzem kraju. W 1958 roku zdobył też Puchar Francji i Superpuchar Francji. W 1959 roku wystąpił w barwach Reims w przegranym 0:2 finale Pucharu Mistrzów z Realem Madryt. W Reims Colonna grał do końca sezonu 1963. W 1963 roku zakończył swoją karierę.
| Sezon   | Klub           | Kraj    | Rozgrywki  | Mecze | Bramki |
| ------- | -------------- | ------- | ---------- | ----- | ------ |
| 1948/49 | SO Montpellier | Francja | Division 1 | 12    | 0      |
| 1949/50 | Stade Français | Francja | Division 1 | 26    | 0      |
| 1950/51 | Stade Français | Francja | Division 1 | 24    | 0      |
| 1951/52 | Stade Français | Francja | Division 2 | 30    | 0      |
| 1952/53 | Stade Français | Francja | Division 1 | 27    | 0      |
| 1953/54 | Stade Français | Francja | Division 1 | 24    | 0      |
| 1954/55 | Stade Français | Francja | Division 1 | 30    | 0      |
| 1955/56 | OGC Nice       | Francja | Division 1 | 24    | 0      |
| 1956/57 | OGC Nice       | Francja | Division 1 | 31    | 0      |
| 1957/58 | Stade de Reims | Francja | Division 1 | 32    | 0      |
| 1958/59 | Stade de Reims | Francja | Division 1 | 26    | 0      |
| 1959/60 | Stade de Reims | Francja | Division 1 | 32    | 0      |
| 1960/61 | Stade de Reims | Francja | Division 1 | 29    | 0      |
| 1961/62 | Stade de Reims | Francja | Division 1 | 27    | 0      |
| 1962/63 | Stade de Reims | Francja | Division 1 | 26    | 0      |

## Kariera reprezentacyjna
W reprezentacji Francji Colonna zadebiutował 1 września 1957 roku w wygranym 5:1 meczu eliminacjach do MŚ 1958 z Islandią. W 1958 roku został powołany do kadry na ten mundial. Na nim był rezerwowym bramkarzem dla Claude’a Abbesa i nie rozegrał żadnego meczu. Z Francją zajął 3. miejsce na mistrzostwach. Od 1957 do 1961 roku rozegrał w kadrze narodowej 13 spotkań.
| Mecze i gole w reprezentacji | Mecze i gole w reprezentacji | Mecze i gole w reprezentacji | Mecze i gole w reprezentacji | Mecze i gole w reprezentacji | Mecze i gole w reprezentacji | Mecze i gole w reprezentacji |
| #                            | Data                         | Stadion                      | Rywal                        | Wynik                        | Gol                          | Rozgrywki                    |
| 1957                         | 1957                         | 1957                         | 1957                         | 1957                         | 1957                         | 1957                         |
| ---------------------------- | ---------------------------- | ---------------------------- | ---------------------------- | ---------------------------- | ---------------------------- | ---------------------------- |
| 1.                           | 01.09.1957                   | Reykjavík, Islandia          | Islandia                     | 5:1                          | 0                            | el. MŚ 1958                  |
| 2.                           | 06.10.1957                   | Budapeszt, Węgry             | Węgry                        | 0:2                          | 0                            | towarzyski                   |
| 3.                           | 25.12.1957                   | Paryż, Francja               | Bułgaria                     | 2:2                          | 0                            | towarzyski                   |
| 1958                         |                              |                              |                              |                              |                              |                              |
| 4.                           | 01.10.1958                   | Paryż, Francja               | Grecja                       | 7:1                          | 0                            | el. ME 1960                  |
| 5.                           | 05.10.1958                   | Wiedeń, Austria              | Austria                      | 2:1                          | 0                            | towarzyski                   |
| 6.                           | 26.10.1958                   | Paryż, Francja               | RFN                          | 2:2                          | 0                            | towarzyski                   |
| 7.                           | 09.11.1958                   | Paryż, Francja               | Włochy                       | 2:2                          | 0                            | towarzyski                   |
| 1959                         |                              |                              |                              |                              |                              |                              |
| 8.                           | 01.03.1959                   | Paryż, Francja               | Belgia                       | 2:2                          | 0                            | towarzyski                   |
| 9.                           | 11.10.1959                   | Sofia, Bułgaria              | Bułgaria                     | 0:1                          | 0                            | towarzyski                   |
| 10.                          | 11.11.1959                   | Paryż, Francja               | Portugalia                   | 5:3                          | 0                            | towarzyski                   |
| 1960                         |                              |                              |                              |                              |                              |                              |
| 11.                          | 25.09.1960                   | Helsinki, Finlandia          | Finlandia                    | 2:1                          | 0                            | el. MŚ 1962                  |
| 12.                          | 12.10.1960                   | Bazylea, Szwajcaria          | Szwajcaria                   | 2:6                          | 0                            | towarzyski                   |
| 1961                         |                              |                              |                              |                              |                              |                              |
| 13.                          | 02.04.1961                   | Madryt, Hiszpania            | Hiszpania                    | 0:2                          | 0                            | towarzyski                   |

## Kariera trenerska
W latach 1965–1970 Colonna był selekcjonerem reprezentacji Kamerunu.